# Brenas

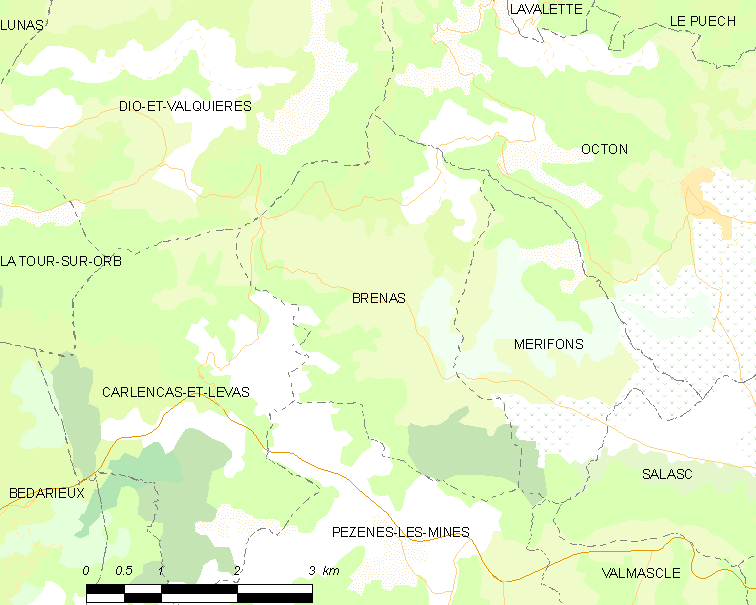
Mapa

 Brenas  (en idioma occitano Brenaç) es una población y comuna francesa, situada en la región de Occitania, departamento de Hérault, en el distrito de Lodève y cantón de Clermont-l'Hérault.

## Demografía
| 52 | 31 | 31 | 30 | 28 | 25 | 50 |
| Para los censos de 1962 a 1999 la población legal corresponde a la población sin duplicidades (Fuente: INSEE [Consultar]) |    |    |    |    |    |    |